# 가래 (의학)
가래는 목에서 나오는 일종의 분비물. 한자로는 객담(喀痰)이라고 한다. 영어로는 보통 phlegm이라고 하며, 의학적 명칭으로는 sputum이라 하고 좀 더 속어적인 표현으로 loogie가 있다.

## 원인
원래 기도 점막의 분비물이나 일반적으로는 직업적요인 또는 감기 비염환자에게 보이며 또는 담배 피우는 사람 또는 담배를 끊었다면 계속 나오기 때문에 문제 증상이라 착각하는 경우가 많지만 아니다. 오히려 가래는 노폐물이 몸에 쌓이지 않게 외부로 배출될 수 있도록 만드는 것이다. 기관지 절개술을 하면 가래를 스스로 외부에 배출못하기 때문에 흡인기로 빼야 한다. 사람이 기관지 호흡기에 문제가 없더라도 가래가 생기긴 하며 기관지 환자들의 경우 몸이 최대한 건강을 유지시키기 위한 활동으로서 가래를 좀 더 많이, 진하게 만들어 내는 것이다. 노란색 가래는 감기 같은 호흡기 바이러스로 몸 안의 염증이 일어나고 있을 가능성이 있다. 모세기관지염, 만성기관지염 등을 의심해 볼 수 있다. 가래가 오래되면 연녹색이나 녹색 가래가 나오기도 한다. 녹색 가래는 녹농균 등에 의한 세균 감염이거나 오래된 고름일 수 있다. 황갈색, 벽돌색 가래 등 붉은색일 경우 호흡기 어딘가에 출혈 가능성이 있다. 인두, 후두 출혈을 포함해 진한 빨간색과 갈색 가래, 폐나 기관지 출혈일 경우 붉은색 가래일 수 있다. 폐렴이나 폐암일 경우도 이에 해당하니 즉시 전문의 상담과 빠른 진료를 받아야 한다.
비염 환자의 경우엔 외부로 미쳐 빠져나가지 못한 콧물이 목으로 역류해 기관지에 걸려 코가래가 되는 경우가 자주 있으며 연하곤란이나 오래 누워있어 가래를 오랜 시간 배출하지 않거나 박테리아에 대한 면역 반응으로 인해 가래의 농도가 짙은 노란색에 일반적인 경우보다 진한 점성을 띄게 된다.
흡연자의 가래 분비량이 늘어나는 것도 상술한 면역 반응과 유사하게 흡연을 통해 폐에 누적되는 타르를 걸러내는 과정에 분비량이 늘어나기 때문이다. 다만 타르중에서도 입자가 비교적 큰 쪽하고 니코틴은 배출된다. 미처 배출되지 못한 타르는 담배를 한번만 피웠다고 해도 발암물질이 평생 폐에 있는데 흡연자들은 담배를 피울때 최소 몇개월부터 최대 몇십년 동안 계속해서 피우는 경우가 많아서 발암물질도 평생 폐에 있다가 폐암, 만성 폐쇄성 폐질환을 일으키게 된다.

## 같이 보기
- 기침
- 폐렴
- 폐암
- 만성 폐쇄성 폐질환